# 布拉沃足球俱乐部
布拉沃足球俱乐部，是斯洛文尼亚卢布尔雅那的一家足球俱乐部，参加该国顶级足球联赛斯洛文尼亞足球甲級聯賽的赛事。该俱乐部成立于2006年。